# رولو (امیلیا-رومانیا)
رولو (به ایتالیایی: Rolo) یک کومونه در ایتالیا است که در استان رجو امیلیا واقع شده‌است. رولو ۱۴٫۰ کیلومتر مربع مساحت و ۴٬۱۱۲ نفر جمعیت دارد و ۲۱ متر بالاتر از سطح دریا واقع شده‌است.